# Municipio de Barr Butte
El municipio de Barr Butte (en inglés: Barr Butte Township) es un municipio ubicado en el condado de Williams en el estado estadounidense de Dakota del Norte. En el año 2010 tenía una población de 11 habitantes y una densidad poblacional de 0,12 personas por km².

## Geografía
El municipio de Barr Butte se encuentra ubicado en las coordenadas 48°34′59″N 103°51′10″O / 48.58306, -103.85278. Según la Oficina del Censo de los Estados Unidos, el municipio tiene una superficie total de 92.75 km², de la cual 92,42 km² corresponden a tierra firme y (0,35 %) 0,33 km² es agua.

## Demografía
Según el censo de 2010, había 11 personas residiendo en el municipio de Barr Butte. La densidad de población era de 0,12 hab./km². De los 11 habitantes, el municipio de Barr Butte estaba compuesto por el 90,91 % blancos y el 9,09 % eran de una mezcla de razas. Del total de la población el 0 % eran hispanos o latinos de cualquier raza.